# Пам'ятки Звягелю
У Звягелі на обліку перебувають 75 пам'яток історії, та 1 пам'ятка монументального мистецтва. Усі пам'ятки — місцевого значення.

## Історія
У лютому 2013 року Новоград-Волинська міська рада за ініціативою священика УПЦ КП ухвалила рішення про демонтаж пам'ятника Леніну, що знаходиться перед будівлею міськради, та перенесення його до парку Слави за позабюджетні кошти. Після цього місцеві комуністи подавали до суду, але справи у першій інстанції та в  Апеляційному суді Житомирської області було програно, і вони готують касацію до Верховного суду України. В той же час представники ВО «Свобода» готові оплатити вартість робіт з перенесення пам'ятника. Встановили замість пам'ятника Леніну інсталяцію сонячного годинника.

## Пам'ятки історії
| №п/п | Охоронний номер | Найменування пам'ятки | Адреса                                            | Рік                 | Автор                                           | № рішення про взяття на державний облік                                                 | Фото |
| ---- | --------------- | --- | ------------------------------------------------- | ------------------- | ----------------------------------------------- | --------------------------------------------------------------------------------------- | ---- |
| 1.   | 2476            | Пам'ятний знак на честь робітників міського водопроводу, які загинули під час ВВВ.                                              | Вул. Водопровідна, 48                             | 1975                | _                                               | № 22 від 21.01.1983 р.                                                                  |      |
| 2.   | 90              | Могила Агевніна І. Г. — радянського воїна.                                                                                      | Вул. Вокзальна, 17                                | 1944 1980           | _                                               | № 442 від 29.09.1969 р.                                                                 |      |
| 3.   | 1401            | Будинок, в якому проходило засідання секретарів обкомів КП(б)У західних областей України.                                       | Вул. Волі, 22                                     | 2 пол. XIX ст. 1975 | _                                               | № 388 від 06.09.1976 р.                                                                 |      |
| 4.   | 2744            | Братська могила жертв фашизму. Кількість похованих невідома.                                                                    | Вул. Волі, 41                                     | 1992                | _                                               | № 390 від 08.10.1992 р.                                                                 |      |
| 5.   | 3058            | Братська могила жертв фашизму. Кількість похованих невідома.                                                                    | Вул. Волі, 52                                     | 1995                | _                                               | № 616 від 29.09.1999 р.                                                                 |      |
| 6.   | 2745            | Братська могила жертв фашизму. Кількість похованих невідома.                                                                    | Вул. Героїв Перекопу, 30                          | 1991                | Ск. В. ТаранченкоАрх. М. Марчук                 | № 390 від 08.10.1992 р.                                                                 |      |
| 7.   | 2471            | Братська могила жертв фашизму. Поховано 3200 чоловік.                                                                           | Вул. Герцена, 18                                  | 1996                |                                                 | № 22 від 21.01.1983 р.                                                                  |      |
| 8.   | 1892            | Пам'ятник вчителям та учням, які загинули під час ВВВ.                                                                          | Вул. Гоголя, 9 (на території середньої школи № 9) | 1975                | Якимчук М. Д.                                   | № 559 від 26.12.1979 р.                                                                 |      |
| 9.   | 3057            | Братська могила радянських військовополонених. Кількість похованих невідома.                                                    | Вул. Дзержинського, 4                             | 1995                | Ск. Ю. МарченкоАрх. В. Романов                  | № 616 від 29.09.1999 р.                                                                 |      |
| 10.  | 911             | Братська могила радянських воїнів. Поховано 11 чол.                                                                             | Вул. Гетьмана Сагайдачного, біля клубу            | 19601985            | -                                               | № 442 від 29.09.1969 р.                                                                 |      |
| 11.  | 3059            | Пам'ятний знак ветеранам ВВВ — жителям міста Новоград-Волинського                                                               | Вул. Житомирське шосе                             | 1996                | _                                               | № 616 від 29.09.1999 р.                                                                 |      |
| 12.  | 1402            | Пам'ятник екіпажу танку «Безпощадний».                                                                                          | Вул. Житомирське шосе                             | 1977                | Архітектор — Яковлєв Н. І.                      | № 388 від 06.09.1976 р.                                                                 |      |
| 13.  | 1886            | Пам'ятний знак на честь 25-ти річчя звільнення України від фашистських загарбників.                                             | Вул. Житомирське шосе                             | 1969                | _                                               | № 559 від 26.12 1979 р.                                                                 |      |
| 14.  | 2477            | Пам'ятний знак на честь робітників заводу, які загинули під час ВВВ.                                                            | Вул. Житомирське шосе, 2                          | 1975                | _                                               | № 22 від 21.01.1983                                                                     |      |
| 15.  | 1403            | Пам'ятний знак на честь звільнення міста від фашистських загарбників.                                                           | Вул. Кірова (біля мосту через р. Случ)            | 1975                | _                                               | № 388 від 06.09.1976 р.                                                                 |      |
| 16.  | 94              | Будинок, в якому жила Леся Українка та пам'ятник Л. Українці.                                                                   | Вул. Косачів, 3 (середня школа № 1)               | 1966                | _                                               | № 442 від 29.09.1969 р.                                                                 |      |
| 17.  | 1889            | Будинок, в якому народився Горбко Ю. М. — Герой Радянського Союзу.                                                              | Вул. Косачів, 20                                  | 1975                | _                                               | № 559 26.12.1979 р.                                                                     |      |
| 18.  | 2466            | Будинок, в якому проходили службу Рокоссовський К. К. та Єременко А. І. — маршали, Герої Радянського Союзу                      | Вул. Леваневського, 19                            | 1977                | _                                               | № 22 від 21.01.1983 р.                                                                  |      |
| 19.  | 2468            | Будинок, в якому жив маршал Рокоссовський К. К. — Герой Радянського Союзу.                                                      | Вул. Леваневського, 9                             | 1977                | _                                               | № 22 від 21.01.1983 р.                                                                  |      |
| 20.  | 2472            | Братська могила жертв фашизму. Поховано близько 800 чоловік..                                                                   | Вул. Леваневського, 43                            | 1996                | Скульптор та арх. Табачник Й. С.                | № 22 від 21.01.1983 р.                                                                  |      |
| 21.  | 92              | Братська могила радянських підпільників Мякішева К. П. і Коваля М. П. Поховано 2 чоловіка.                                      | Вул. Леніна (при вході до міського парку)         | 1975                | _                                               | № 442 від 29.09.1969 р.                                                                 |      |
| 22.  | 1397            | Пам'ятник воїнам Першої Кінної армії.                                                                                           | Вул. Вокзальна,1                                  | 1968                | _                                               | № 388 від 06.09.1976 р.                                                                 |      |
| 23.  | 1398            | Пам'ятник на честь 20-ти річчя Перемоги у Великій Вітчизняній війні.                                                            | Вул. Шевченка, 4                                  | 1965                | _                                               | № 388 від 06.09.1976 р.                                                                 |      |
| 24.  | 1399            | Пам'ятний знак на честь військових з'єднань і частин, які визволяли місто від фашистських загарбників.                          | Вул. Шевченка, в міському парку.                  | 1969                | _                                               | № 388 від 06.09.1976 р.                                                                 |      |
| 25.  | 1400            | Пам'ятний знак на честь зв'язківців, які загинули під час ВВВ                                                                   | Вул. Шевченка, 4 (будинок зв'язку)                | 1965                | _                                               | № 388 від 06.09.1976 р.                                                                 |      |
| 26.  | 1885            | Пам'ятний знак на честь робітників змішторгу, які загинули під час ВВВ.                                                         | Вул. Шевченка, 35                                 | 1975                | _                                               | № 559 від 26.12.1979 р.                                                                 |      |
| 27.  | 2671            | Будинок, де розміщався штаб 45-ї стрілецької дивізії.                                                                           | Вул. Шевченко, 70                                 | 1986                | Черниченко А. П., Славов Л. С., Матвієнко А. В. | № 345 від 20.12.1990 р.                                                                 |      |
| 28.  | 2673            | Пам'ятний знак на честь робітників заводу сільгоспмашин, які загинули під час ВВВ.                                              | Вул. Шевченка, 90                                 | 1985                | _                                               | № 345 від 20.12.1990 р.                                                                 |      |
| 29.  | 3063            | Пам'ятний знак на честь перебування у місті Т. Г. Шевченка.                                                                     | Вул. Шевченка, 50 (колишня поштова станція)       | 1992                | Ск. О. КоркушкоАрх. А. Черниченко               | № 616 від 29.09.1999 р.                                                                 |      |
| 30.  | 1890            | Братська могила радянських воїнів. Поховано 42 чоловіка                                                                         | Вул. Макаренка, восьмирічна школа                 | 1955 1982           | _                                               | № 559 від 26.12.1979 р.                                                                 |      |
| 31.  | 1893            | Братська могила радянських воїнів. Поховано 90 чоловік.                                                                         | Вул. Макаренка, Ржатківське кладовище             | 1975 1983           | _                                               | № 559 від 26.12.1979 р.                                                                 |      |
| 32.  | 93(060010-н)    | Будинок, в якому народилася і жила поетеса та громадська діячка Леся Українка (літературно — меморіальний музей Лесі Українки). | Вул. Соборності, 76/2                             | 1970                | Ск. Г. Кальченко                                | кмУ № 1761 від 27.12.2001 р.(№ 442 від 29.09.1969 р.)(постанова кмУ № 928 від 03.09.09) |      |
| 33.  | 93 (а)          | Пам'ятник Лесі Українці. | Вул. К. Маркса, 94                                | 1971                | Дяченко В. О.                                   | № 442 від 29.09.1969 р.                                                                 |      |
| 34.  | 1883            | Будинок школи, в якій навчався Бурківський А. Т. — Герой Радянського Союзу.                                                     | Вул. К. Маркса, 70 (ЗОШ № 3)                      | 1975                | _                                               | № 559 від 26.12.1979 р.                                                                 |      |
| 35.  | 3061            | Пам'ятний знак на честь О. Александрова — піонера — партизана.                                                                  | Вул. К. Маркса, 70 (ЗОШ № 3)                      | 1996                | _                                               | № 616 від 29.09.1999 р.                                                                 |      |
| 36.  | 1887            | Пам'ятник підпільникам міста, які загинули під час ВВВ.                                                                         | Вул. К. Маркса, міський сквер                     | 1965 1973           | _                                               | № 559 від 26.12.1979 р.                                                                 |      |
| 37.  | 3062            | Пам'ятний знак на честь Михайла Обачного.                                                                                       | Вул. К. Маркса, 67                                | 1996                | _                                               | № 616 від 29.09.1999 р.                                                                 |      |
| 38.  | 91              | Могила Панкратова Й. М. — генерал-майора.                                                                                       | Парк культури                                     | 1949 1973           | _                                               | № 442 від 29.09.1969 р.                                                                 |      |
| 39.  | 2680            | Приміщення колишньої в'язниці, в якій під час ВВВ загинуло 7200 чол.                                                            | Вул. Волі, 52                                     | 1975                | -                                               | № 345 від 20.12.1990 р.                                                                 |      |
| 40.  | 3060            | Пам'ятний знак на честь Ернеста Кончака — письменника.                                                                          | Вул. Пушкіна, 44                                  | 1995                | _                                               | № 616 від 29.09.1999 р.                                                                 |      |
| 41.  | 2465            | Місце, де стояв будинок, в якому знаходився ревком міста.                                                                       | Вул. Радянська, 3                                 | 1977                | _                                               | № 22 від 21.01.1983 р.                                                                  |      |
| 42.  | 2470            | Будинок, в якому працював М'якішев К. П. — член підпільної організації.                                                         | Вул. Радянська, 22                                | 1980                | _                                               | № 22 від 21.01.1983 р.                                                                  |      |
| 43.  | 2475            | Пам'ятний знак на честь працівників хлібозаводу, які загинули під час ВВВ.                                                      | Вул. Радянська, 10                                | 1975                | _                                               | № 22 від 21.01.83 р.                                                                    |      |
| 44.  | 88              | Братська могила радянських військовополонених. Поховано близько 15 тисяч чоловік.                                               | Вул. І. Франка, 30                                | 19491993            | В. О. Романов                                   | № 442 від 29.09.1969                                                                    |      |
| 45.  | 89              | Братська могила радянських військовополонених. Кількість похованих невідома.                                                    | Вул. І. Франка, 21 (ЗОШ № 2)                      | 1993                | Романов В. О. Марченко Ю. А.                    | № 442 від 29.09.1969                                                                    |      |
| 46.  | 1884            | Будинок школи, в якій навчався Сірагов П. І. — Герой Радянського Союзу.                                                         | Вул. Франка, 21 (ЗОШ № 2)                         | 1975                | _                                               | № 559 від 26.12.1979 р.                                                                 |      |
| 47.  | 2467            | Будинок, в якому жив Єременко А. І — Герой Радянського Союзу.                                                                   | Вул. Фрунзе, 1                                    | 1977                | _                                               | № 22 від 21.01.1983 р.                                                                  |      |
| 48.  | 2469            | Будинок, в якому працював Медведєв Д. М. — Герой Радянського Союзу.                                                             | Вул. Франка, 3                                    | 1977                | _                                               | № 22 від 21.01.1983 р.                                                                  |      |
| 49.  | 2672            | Пам'ятний знак на честь 131-го Таращанського стрілецького полку.                                                                | Вул. Червоноармійська, 48-а                       | 1986                | Черниченко А. П., Славов Л. С., Матвієнко А. Н. | № 345 від 20.12.1990 р.                                                                 |      |
| 50.  | 87              | Військове кладовище. | Вул. Чехова, 7                                    | 1970 1975           | Андреєва                                        | № 442 від 29.09.1969 р.                                                                 |      |
| 51.  | 87 (а)          | Могила Распопова І. Є. — Героя Радянського Союзу.                                                                               | Вул. Чехова, 7 (військове кладовище)              | 1975                | _                                               | № 442 від 29.09.1969 р.                                                                 |      |
| 52.  | 87(б)           | Могила Липаткіна Ф. А.- Героя Радянського Союзу.                                                                                | Вул. Чехова, 7 (військове кладовище)              |                     | _                                               | № 442 від 29.09.1969 р.                                                                 |      |
| 53.  | 3065            | Могила Шевченка М. С.- Героя Радянського Союзу.                                                                                 | Вул. Чехова, 7 (військове кладовище)              | 1992                | _                                               | № 616 від 29.09.1999 р.                                                                 |      |
| 54.  | 1891            | Братська могила жертв фашизму. Поховано 75 чоловік.                                                                             | Вул. Чехова, 7 (міське кладовище)                 | 1967                | _                                               | № 559 від 26.12.1979 р.                                                                 |      |
| 55.  | 2473            | Братська могила жертв фашизму. Поховано понад 100 чоловік..                                                                     | Вул. Чехова, 4                                    | 1975                | _                                               | № 22 від 21.01.1983 р.                                                                  |      |
| 56.  | 2474            | Братська могила сім'ї Бобрових (радянських підпільників). Поховано 2 чоловіка.                                                  | Вул. Чехова, 7 (військове кладовище)              | 1975 1991           | _                                               | № 22 від 21.01.1983 р.                                                                  |      |
| 57.  | 2664            | Могила Долгополова І. Г. — учасника громадянської війни.                                                                        | Вул. Чехова, 7 (військове кладовище)              | 1967                | _                                               | № 345 від 20.12.1990 р.                                                                 |      |
| 58.  | 2665            | Могила Панасюка В. — піонера-партизана.                                                                                         | Вул. Чехова, 7 (військове кладовище)              | 1986                | _                                               | № 345 від 20.12.1990 р.                                                                 |      |
| 59.  | 2666            | Братська могила радянських воїнів. Поховано 10 чоловік.                                                                         | Вул. Чехова, 7 (військове кладовище)              | 1985                | _                                               | № 345 від 20.12.1990 р.                                                                 |      |
| 60.  | 2667            | Могила Ільїна П. С. — генерал-майора.                                                                                           | Вул. Чехова, 7 (військове кладовище)              | 1976                | _                                               | № 345 від 20.12.1990 р.                                                                 |      |
| 61.  | 2668            | Могила Бабича Д. В. — підполковника.                                                                                            | Вул. Чехова, 7 (військове кладовище)              | 1948                | _                                               | № 345 від 20.12.1990 р.                                                                 |      |
| 62.  | 2669            | Могила Костюка Й. С. — Героя Радянського Союзу.                                                                                 | Вул. Чехова, 7 (військове кладовище)              | 1981                | _                                               | № 345 від 20.12.1990                                                                    |      |
| 63.  | 2670            | Могила Філософова О. О. — Героя Радянського Союзу.                                                                              | Вул. Чехова, 7 (військове кладовище)              | 1984                | _                                               | № 345 від 20.12.1990 р.                                                                 |      |
| 64.  | 2675            | Могила Хелмовського І. К. — військового лікаря.                                                                                 | Вул. Чехова, 7 (військове кладовище)              | 1910                | _                                               | № 345 від 20.12.1990 р.                                                                 |      |
| 65.  | 2676            | Могила Кучківського Д. Т. — підпільника.                                                                                        | Вул. Чехова, 7 (військове кладовище)              | 1920                | _                                               | № 345 від 20.12.1990 р.                                                                 |      |
| 66.  | 2677            | Могила Сидорова М. К. — першого коменданта міста.                                                                               | Вул. Чехова, 7                                    | 1944 1988           | _                                               | № 345 від 20.12.1990 р.                                                                 |      |
| 67.  | 2678            | Могила Білорихи М. С. — радянського воїна, політрука.                                                                           | Вул. Чехова, 7 (військове кладовище)              | 1989                | _                                               | № 345 від 20.12.1990 р.                                                                 |      |
| 68.  | 2679            | Могила Ємеліна І. А. — радянського воїна, старшого лейтенанта.                                                                  | Вул. Чехова, 7 (військове кладовище)              | 1942 1990           | _                                               | № 345 від 20.12.1990 р.                                                                 |      |
| 69.  | 2743            | Братська могила жертв фашизму. Кількість похованих невідома.                                                                    | Вул. Чехова, 5 (на території РТП)                 | 1991                | _                                               | № 390 від 08.10.1992 р.                                                                 |      |
| 70.  | 2746            | Могила Закружецького Н. Г. — радянського воїна, лейтенанта.                                                                     | Вул. Чехова, 7 (військове кладовище)              | 1990                | _                                               | № 390 від 08.10.1992 р.                                                                 |      |
| 71.  | 2747            | Братська могила сім'ї Михальчука Ф. З. Кількість похованих невідома.                                                            | Вул. Чехова, 7 (військове кладовище)              | 1991                | _                                               | № 390 від 08.10.1992 р.                                                                 |      |
| 72.  | 2748            | Братська могила сім'ї Опанасюк М. І. Кількість похованих невідома.                                                              | Вул. Чехова, 7 (військове кладовище)              | 1990                | _                                               | № 390 від 08.10.1992 р.                                                                 |      |
| 73.  | 2749            | Братська могила сім'ї Нестерук В. О. Кількість похованих невідома .                                                             | Вул. Чехова, 7 (військове кладовище)              | 1990                | _                                               | № 390 від 08.10.1992 р.                                                                 |      |
| 74.  | 2464            | Місце, де знаходився Польовий штаб Першої Кінної армії.                                                                         | Вул. Шевченка, 8                                  | 1977                | _                                               | № 22 від 21.01.1983 р.                                                                  |      |
| 75.  | 1888            | Будинок, в якому відбулося перше засідання підпільного комітету по боротьбі з фашистами.                                        | Вул. Ярунська, 4                                  | 1975                | _                                               | № 559 від 26.12.1979 р.                                                                 |      |
|      |                 | |                                                   |                     |                                                 |                                                                                         |      |

## Пам'ятки монументального мистецтва
У місті налічується три пам'ятки монументального мистецтва, з них дві увічнюють пам'ять Володимира Леніна.
| №п/п | Охоронний номер | Найменування пам'ятки   | Адреса                               | Рік  | Автор                                                   | № рішення про взяття на державний облік | Фото |
| ---- | --------------- | ----------------------- | ------------------------------------ | ---- | ------------------------------------------------------- | --------------------------------------- | ---- |
| 1    | 1894            | Пам'ятник В. І. Леніну  | Житомирське шосе                     | 1967 | Мухін В. Федченко В. Чумак І. Іванченко М. Іванченко В. | № 559 від 26.12.1979 р.                 |      |
| 2    | 1895            | Пам'ятник В. І. Леніну  | В центрі міста                       | 1977 | Олійник О. П. Черкасов Е. Ю. Дунаєв О. О.               | № 559 від 26.12.1979 р.                 |      |
| 3    | 2674            | Пам'ятник Лесі Українці | Вул. Шевченка, біля Будинку культури | 1987 | Обезюк М. Н. Босенко М. О.                              | № 345 від 20.12.1990 р.                 |      |
|      |                 |                         |                                      |      |                                                         |                                         |      |

## Джерело
- Пам'ятки Житомирської області